# Charles Ellis (1er baron Seaford)
Pour les articles homonymes, voir Ellis.
Charles Rose Ellis, 1er baron Seaford (19 décembre 1771 - 1er juillet 1845) est un homme politique britannique.

## Famille
Il est le deuxième fils de John Ellis, de la Jamaïque, qui a acquis beaucoup de domaines, dont Montpelier, en Jamaïque dans la paroisse de St James, la plantation Newry à St Mary et le domaine de Palm. à St Thomas-in-the-Vale. Quand son oncle George meurt jeune, son père gère la succession au nom de son jeune neveu, George Rose Ellis. Cependant, le jeune George se plaindra plus tard à son oncle maternel, Edward Long, de l’avarice de John. Il possède plus de 1 200 esclaves parmi ses six domaines jamaïcains, et il figure parmi le premier pour cent des riches planteurs de sucre en Jamaïque. En 1782, John et son épouse Elizabeth montent à bord d'un navire partant de la Jamaïque pour se rendre en Angleterre, mais le navire fait naufrage en mer.
George Rose Ellis épouse Anne, fille de Peter Parker (1er baronnet), mais il meurt sans descendance en 1815, et ses biens passent à son cousin Charles. Celui-ci fait ses études à Christ Church, Oxford, et s'installe en Angleterre. Il hérite du domaine de Montpellier, tandis que son frère aîné, également nommé John, hérite des propriétés de leur père dans les paroisses de St Mary et St George. John épouse une autre fille de Parker, nommée Antoinette, mais est lourdement endetté en 1832 et ses propriétés sont acquises par Charles. Lorsque le gouvernement britannique émancipe les esclaves dans les années 1830, Charles est indemnisé pour ses esclaves libérés à hauteur de plus de 16 000 £.

## Carrière
Ellis est élu à la Chambre des communes pour Heytesbury en 1793, poste qu'il occupe jusqu'en 1796, puis représente Seaford de 1796 à 1806 et de 1812 à 1826 et East Grinstead de 1807 à 1812. En 1826, il est élevé à la pairie comme baron Seaford, de Seaford dans le comté de Sussex. Au Parlement, il est un défenseur éminent de l'esclavage dans les plantations des Antilles. Pendant de nombreuses années, il est considéré comme le chef de West India Interest, le lobby des planteurs et des marchands du parlement britannique qui s’opposent aux abolitionnistes.
En 1832, il se trouve en Jamaïque lors d'une rébellion d'esclaves dirigée par Samuel Sharpe. La Grande révolte des esclaves de 1831 entraîne pour Ellis une perte d'environ 41 000 £ dans ses plantations de canne à sucre. Il quitte la Jamaïque pour la Grande-Bretagne au milieu de 1834, juste avant que la période d'apprentissage ait été mise en place à la suite de l'émancipation des esclaves.
Lord Seaford n’est pas convaincu que l’apprentissage fonctionnerait et il est un fervent partisan d’encourager l’immigration blanche en Jamaïque. À cette fin, il fait don de terres de son domaine de Montpellier, utilisé pour créer un village pour les immigrants allemands récemment arrivés, appelé Seaford Town, en Jamaïque.

## Mariage et descendance
Il épouse Elizabeth Catherine Caroline Hervey, fille de John Hervey (Lord Hervey), fils aîné de Frederick Hervey (4e comte de Bristol), en 1798. Elle meurt en janvier 1803, à l'âge de 22 ans. Ils ont 2 fils et une fille.
En 1798, son fils et héritier, Charles, succède à son arrière-grand-père, Lord Bristol, au poste de sixième baron Howard de Walden. Leur deuxième fils est l'officier de l'armée Augustus Frederick Ellis.
Lord Seaford est décédé en juillet 1845.